# Юліан Краль
Юліан Краль (нім. Julian Krahl; нар. 22 січня 2000, Форст, Німеччина) — німецький футболіст, воротар клубу «Кайзерслаутерн».

## Ігрова кар'єра

### Клубна
У 2014 році Юліан Краль приєднався до молодіжної команди «РБ Лейпциг». У складі юнацької команди Юліан брав участь у Юнацькі лізі. У серпні 2018 року у матчі другого кваліфікаційного раунду Ліги Європи проти шведського «Геккена» Краль був у заявці першої команди «Лейпцига».
Влітку 2019 року воротар як вільний агент перейшов до клубу Бундесліги «Кельн». В клубі футболіст провів три сезони. Граючи в дублюючому складі «Кельна» в Регіональній лізі. Сезон 2021/22 Краль провів у клубі Ліги 3 — «Вікторія 1889» з Берліна.
В червні 2022 року Краль перейшов до «Кайзерслаутерна». В першому сезоні в команді воротар провів лише одну гру в Другій Бундеслізі. З наступного сезону Краль став основним воротарем команди. Допоміг своїй команді дістатися фіналу національного Кубку, де «Кайзерслаутерн» мінімально поступився леверкузенському «Баєру». Через два дні після кубкового фіналу Краль продовжив контракт з клубом.

### Збірна
З 2016 року Юліан Краль захищав кольори юнацьких збірних Німеччини.

## Досягнення
Кайзерслаутерн
- Фіналіст Кубка Німеччини: 2023/24